# Dana Zámečníková
Dana Zámečníková (* 24. března 1945 Praha) je česká sklářská výtvarnice, malířka, grafička, architektka a pedagožka. Patří k nejvýznamnějším sklářským výtvarníkům z poválečné generace, která vystudovala v 60. letech.

## Život
Dana Zámečníková pochází z rodiny architekta a lásku k malbě zdědila po svém dědečkovi, který byl amatérským krajinářem. Od dětství měla ráda cirkusy a zvířata, krotitele zvířat, poutě, kouzelníky, později divadlo a kino. Po maturitě na střední škole (SVVŠ) v Praze studovala v letech 1962–1968 na Fakultě Architektury Českého Vysokého Učení Technického v Praze. Po absolvování ČVUT v létě 1968 odjela do Německa a rok pracovala na katedře architekta Gottfrieda Böhma (Lehrstuhl für Werklehre, Die RWTH) v Cáchách. Po návratu do Prahy studovala v letech 1969–1972 architekturu a scénografii na VŠUP u profesora Josefa Svobody a až do roku 1971 současně pracovala ve Školce v architektonickém studiu SIAL, architekta Karla Hubáčka v Liberci. Od roku 1980 se věnuje volné tvorbě, ve které nalezla potřebnou svobodu. Ženský přístup, patrný v jejích dílech, je emancipovaný, spontánní až pudový a živočišný, ale nemá nic společného s feminismem.
Se sklem začala pracovat až v 70. letech, ale díky svému originálnímu přístupu vyvolala brzy pozornost v zahraničí a v 80. letech zaznamenala strmou kariéru. Její díla byla zakoupena do významných světových sbírek v USA, Evropě, Japonsku a Austrálii a roku 1993 byla jako jedna ze sedmi světových umělců vyzvána, aby vytvořila monumentální Theatrum mundi v prostoru 10 × 10 × 10 m pro jedno z atrií nové budovy sklářského muzea v Corningu (New York).
Jako hostující pedagog působila od 80. let na zahraničních univerzitách a sklářských učilištích (Letní sklářské kursy v Pilchuck School ve státě Washington, 1983, 1984, 1989, 1996), Filadelfie a Kent State University v Ohio, 1987, 1993, San Francisco State University, 1992, British Artists in Glass, Bag, Anglie, 1986, Sydney, 1991, Mexico City, 1992, Japonsko: Miasa, 1988, Nlijima Glass Center, 1992, Toyama, 1998, Auckland, Nový Zéland, 1998, Tampa, Jacksonville University, USA, 1999, Glass art and Science, Lisabon, 1999). Roku 1985 byla jmenována docentkou pro obor sklářské tvorby na Pilchuck Summer School v USA.
Dana Zámečníková je manželkou Mariana Karla. Je členkou Umělecké besedy. Od roku 1997 patří k dárcům, jejichž díla se draží v každoroční aukci pro Konto Bariéry, nadace Charty 77. Bydlí v Praze, v domě jehož minimalistický interiér sama navrhla. Jeho součástí je ateliér s vlastní pecí a hala, která slouží jako letní dílna a společný depozitář obou manželů.

### Ocenění
- 1981 Sonderpreis, Glaskunst´ 81, Kassel[17]
- 1991 Gold Award, Cristalnacht Project, The American Interfaith Institute, Philadelphia, USA[15]
- 1985 JAC Art Exhibitions '85, New York[18]
- 1992 Kanazawa´ 92, Grand Prize, Kanazawa, Japan[19]

## Dílo
Dana Zámečníková krátce působila jako scénografka (Amfitryon, Národní divadlo, 1972–1973), navrhovala malovaný nábytek, dětské hračky, informační znaky, interiéry a koncepce výstav. Je autorkou televizní kreslené pohádky pro děti. Podstatu jejího uvažování tvoří práce s prostorem – nejprve jako hra uvnitř objektu, poté uvnitř i vně objektu a nakonec integrace objektu do prostoru. Jako architektku ji zajímá především prostor vytvořený lidskou činností a předměty, které se podílejí na jeho charakteru. Nejde o řád a hierarchii prostoru zaměřené k funkci, ale spíše o zapojení každého detailu, který spoluvytváří atmosféru. V jejím díle není okrajovým prvkem, ale tím, co mění situaci, charakter a smysl celku.
Do poloviny 80. let tvořila převážně nevelké prostorové malby uzavřené do schránek, se složitě zašifrovanými scénami modelových příběhů (Divadlo, 1980, Mechanický muž, 1981, Dvě kočky, 1984,Levitation, 1985). Kresebným zpracováním několika skel řazených za sebou vytváří iluzi prostorové hloubky. Její malbu charakterizuje jednoduchost až znakovitost, spíše než obraz krajiny nabízí představu o ní. Svým humorem vnáší do ohraničeného řádu princip lidské spontaneity, nevázanosti a fantazie. Její komorní práce byly zprvu poetické hříčky – jakési osobní krasohledy, vytvořené pro potěšení oka i duše (With a Cheetah, 1987, With a Bustle, 1987).
Později postupně zvětšovala formáty svých kreseb, které dostaly sociálně kritické významy, nechávala je volně přesahovat z orámování do prostoru a často je doplňovala reálnými předměty, které ponechávají na pozorovateli určit, kde začíná a končí realita. Výsledný obraz vznikal nejprve složením kreseb na sklech řazených za sebou, ale postupně vytvořila i prostorově komplikovanější plastiky když skla spojila v různých úhlech a diagonálním členěním vtahuje do hry i okolní prostor. Autorka využívá počítačových skenů ke zpracování fotografii, malby, grafiky nebo reprodukcí děl, pomocí kterých vytváří iluzivní až surreálné asambláže. Její díla často zachycují existenciální situace (Výkřik, 1990) a mísí vzpomínky s vizuální fantazií.
Dominantní výtvarnou technikou Dany Zámečníkové je řezané ploché a lehané sklo nebo plexisklo, za studena zdobené malbou, emaily, sítotiskem, pískováním nebo leptem, které kombinuje ve vícevrstevných prostorových plánech a instalacích. Díky studiu jevištního výtvarnictví přinesla do skla narativní prvky „divoké malby“ s kořeny v dědictví pop-artu. Její tvorba je mezi sklářskými výtvarníky ojedinělá i tím, že jejím základem je imaginativní figurace. Transparentnost skla jí umožňuje stavět do nečekaných a jakoby teatrálních souvislostí archetypy a podvědomé obsahy. Některé z věcí, které Dana Zámečníková ve své tvorbě evokuje, upomínají na cirkusy, pohádky, divadlo, deníky, nekonečno, magii, nebo např. v Benátkách zámořské plavby, lesk, bídu, hemžení lidských postav, přepych i chudobu. Kresbou zachycuje barevné vyzývavé kurtizány na vysokých koturnách, židy se žlutými čepičkami, vytkávané polštáře, roztodivné střapce a zprostředkovaně i pach kanálů.
Zámečníkovou zajímají významové i prostorové souvislosti příběhů, které zobrazuje nebo nově vytváří (Bílá nevěsta, Černá Madona, 1998). Její instalace tvoří v prostoru rozmístěné tabule skla o nestejném tvaru, velikosti a sklonu, na kterých jsou zaznamenané barevné kresby a malby jako útržky prožitků, představ a dojmů. Kromě expresivní malby působí její díla rytmem pohybů, vzájemným prostupováním, překrýváním, zrcadlením i vystupováním a mizením detailů při změně úhlu pohledu. V prostorových instalacích využívá optických vlastností skla a reflexe okolního prostoru, které se mísí s malovaným obrazem a podílí se na výsledném účinku.

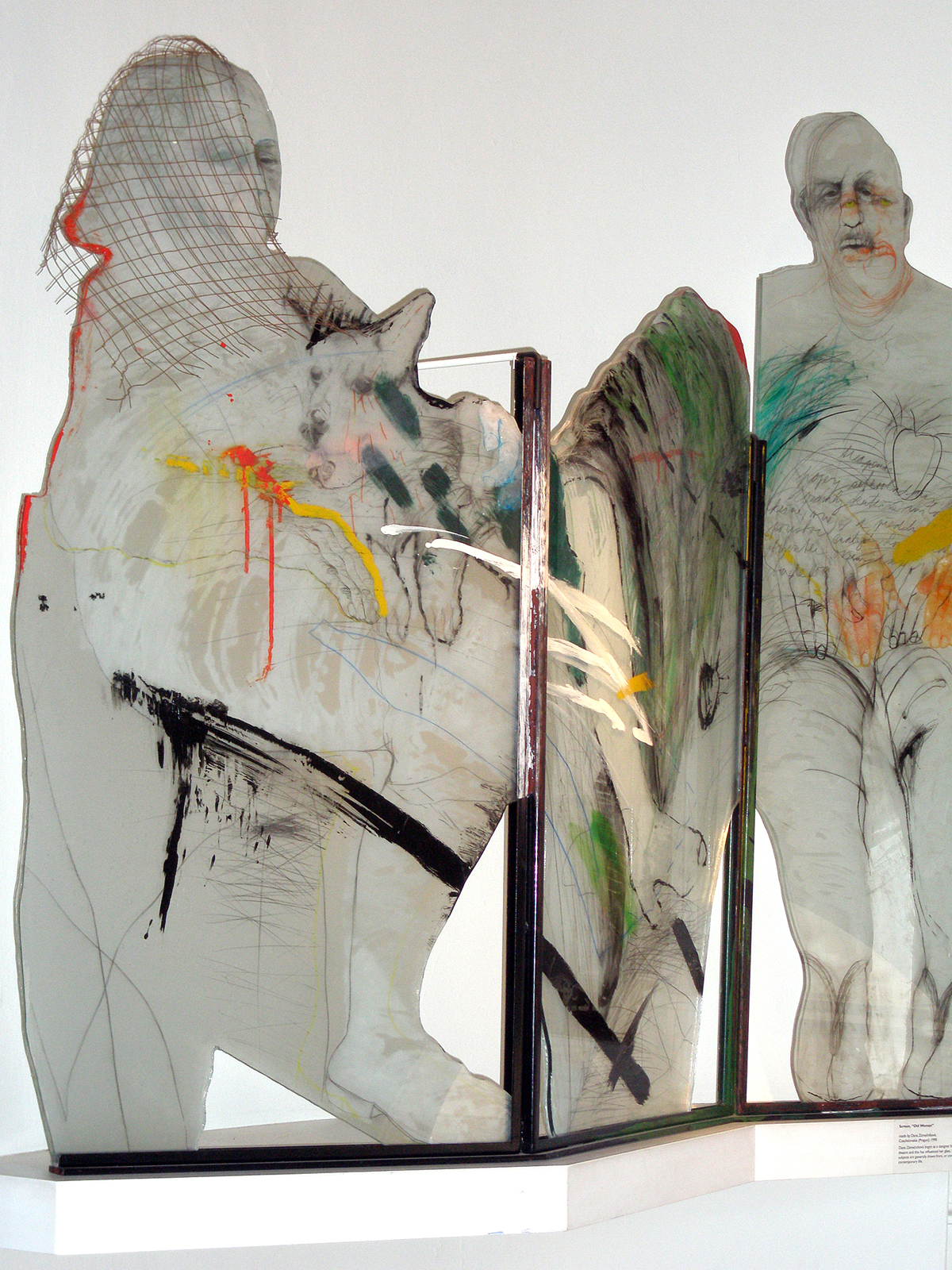
Divided World, Victoria & Albert Museum London, 1990
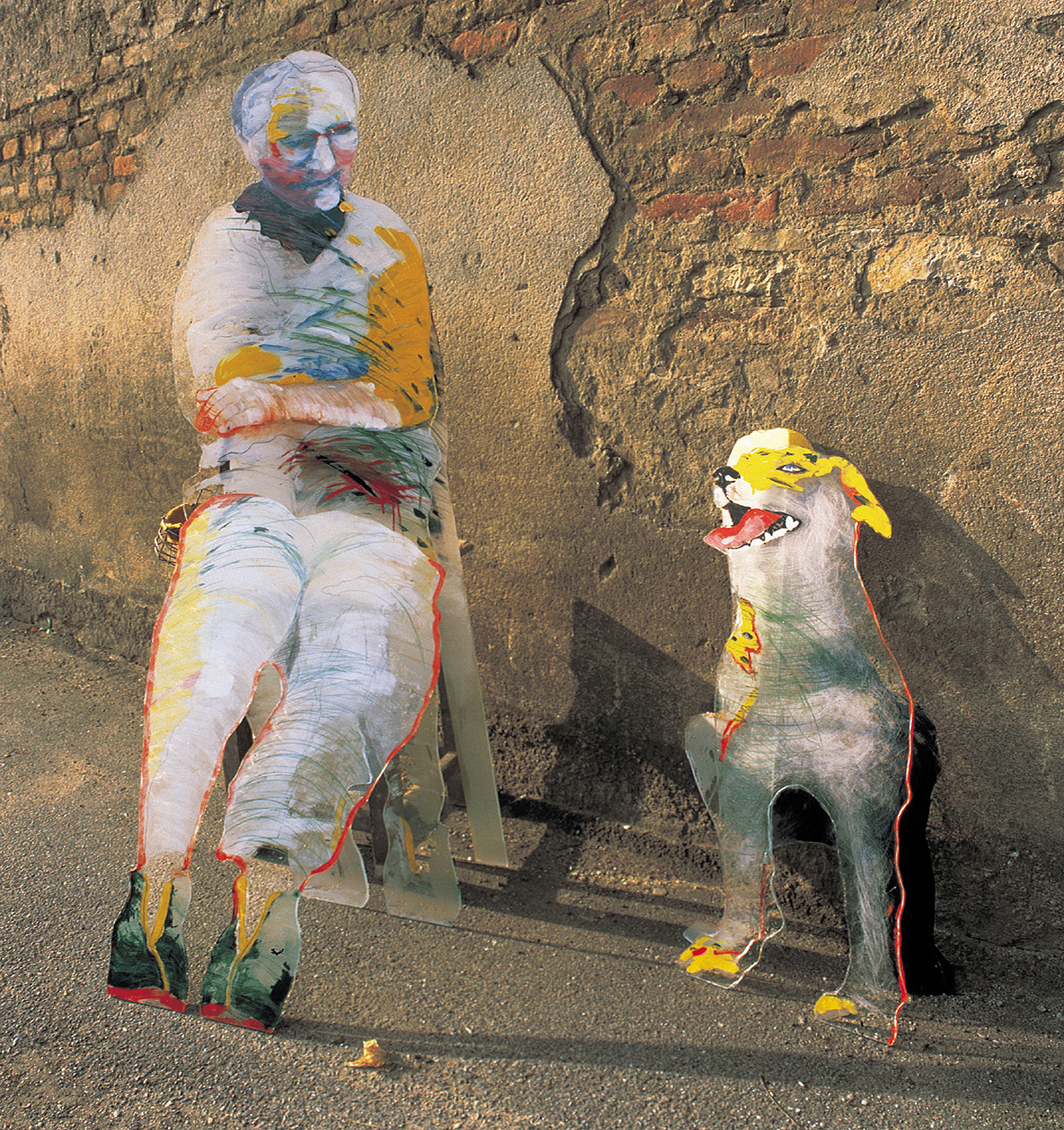
Conversation with a Dog, 1992
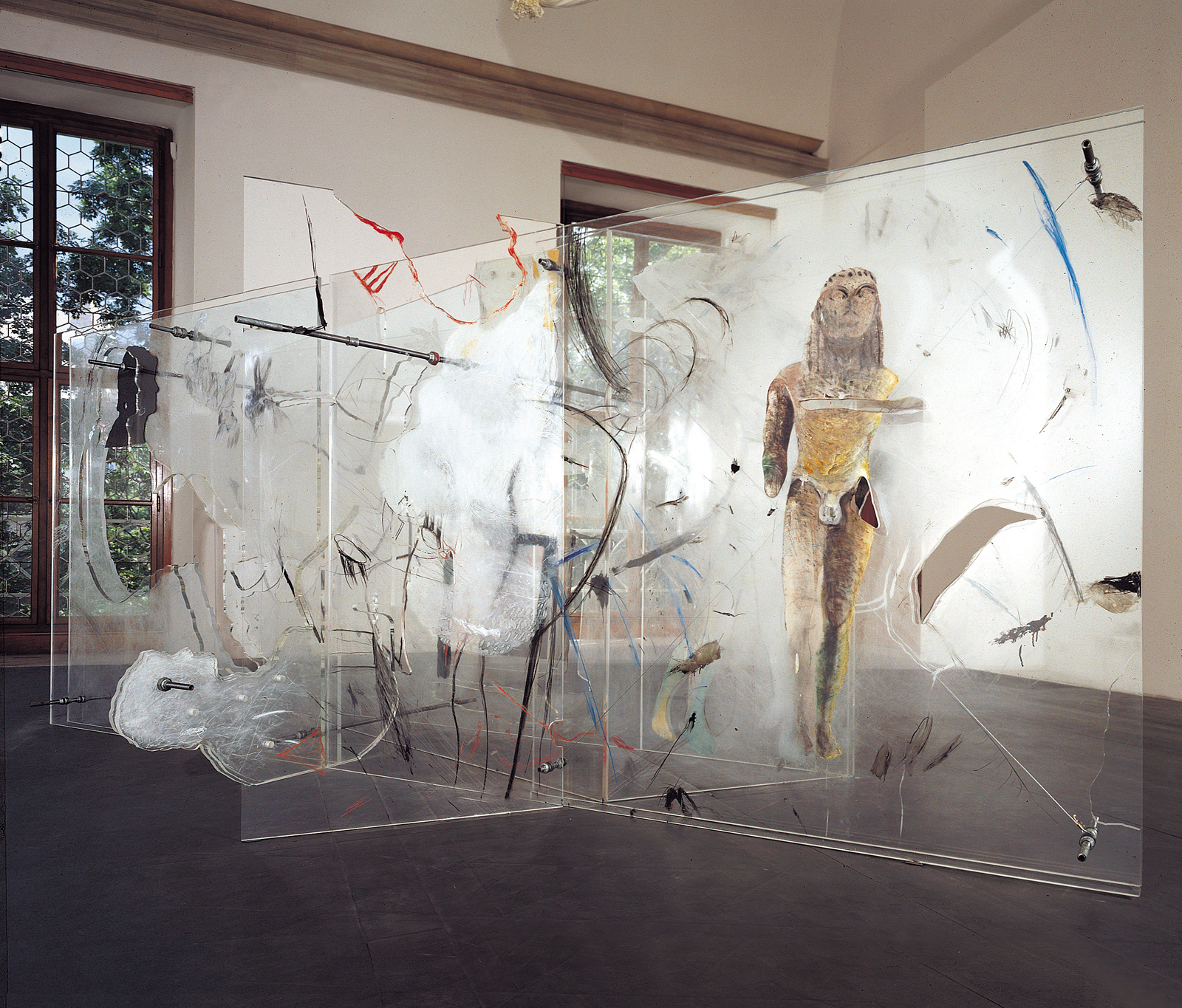
Without Saying a Word, Pražský hrad 1995
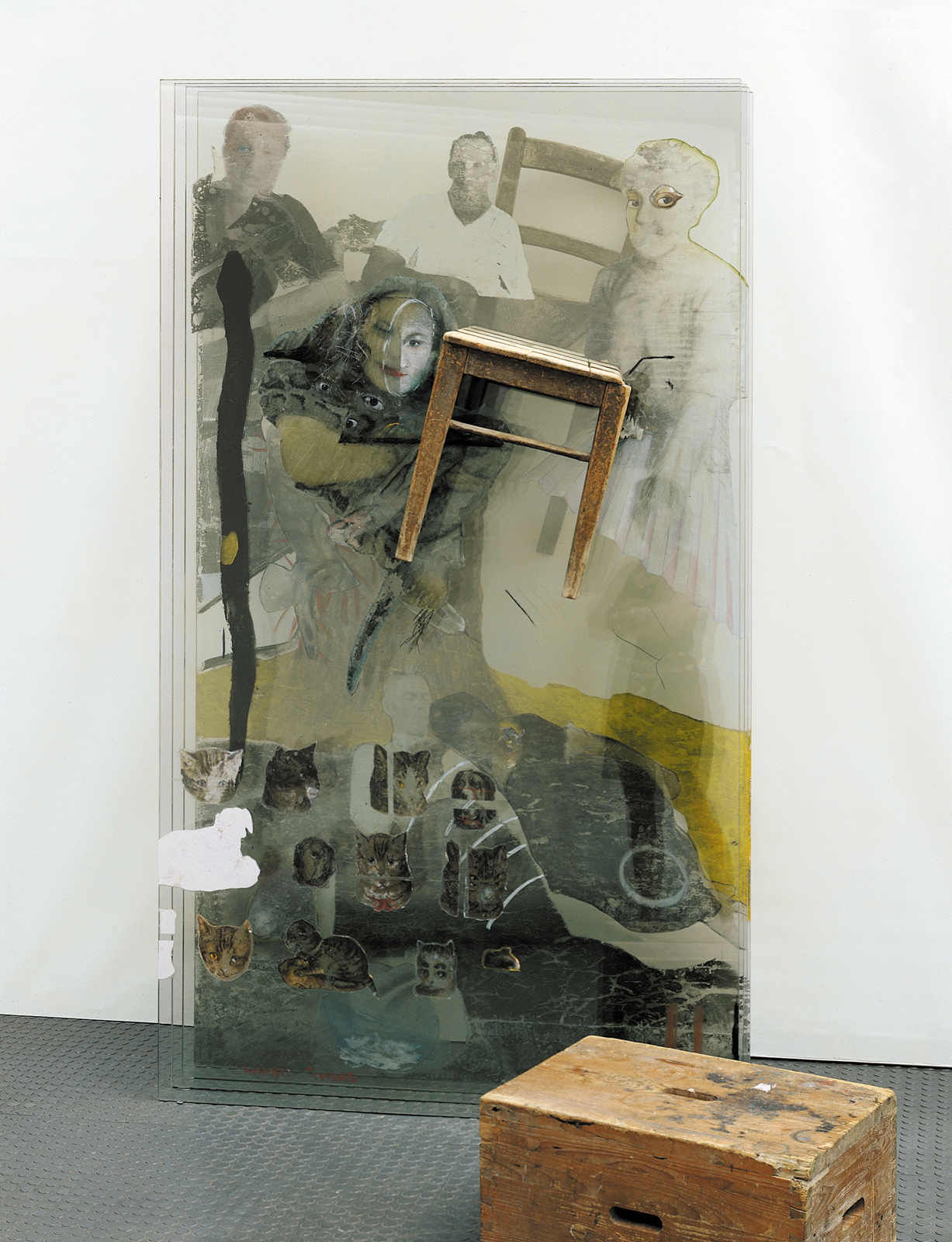
My Family, 1997
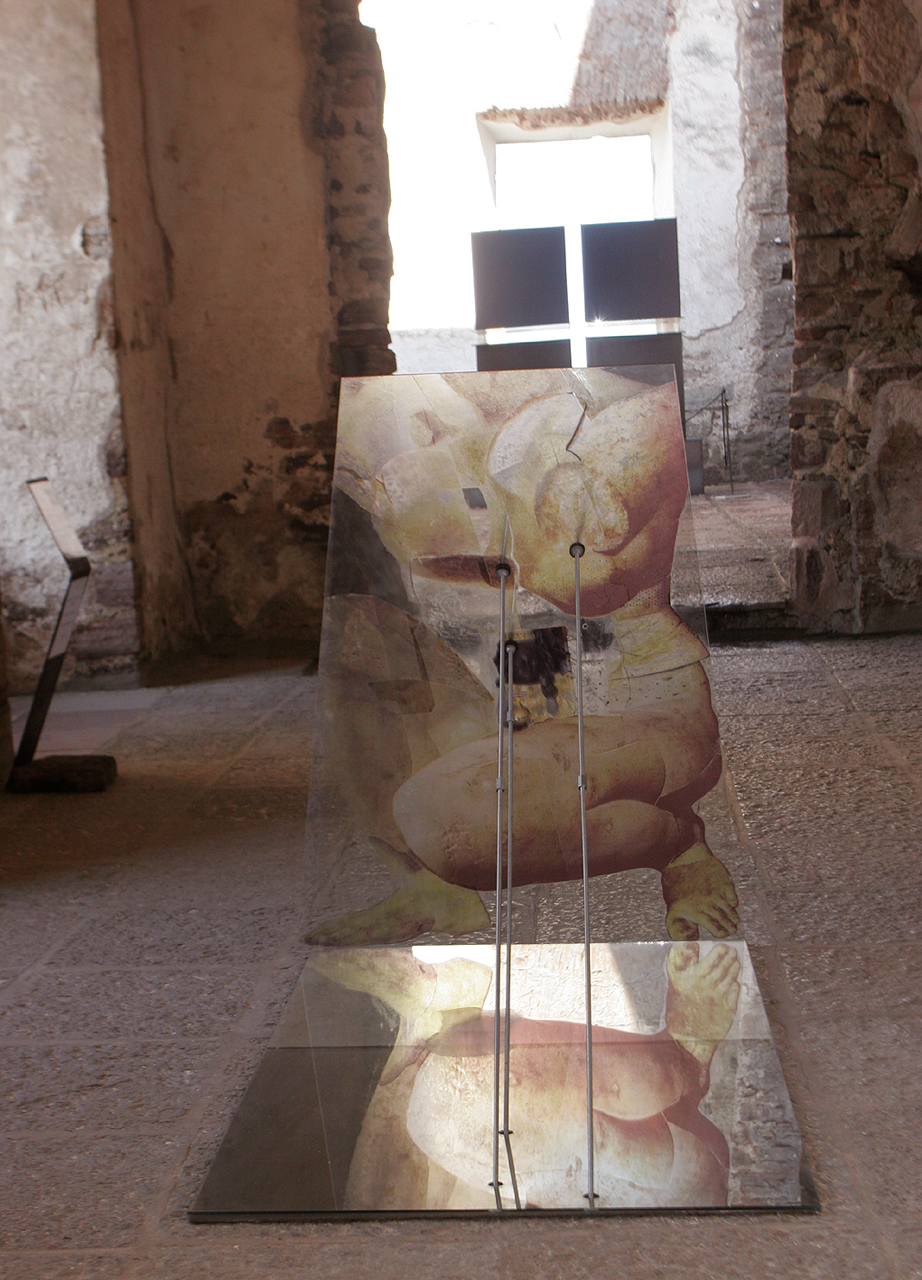
Woman Man, Borgholm, 2005
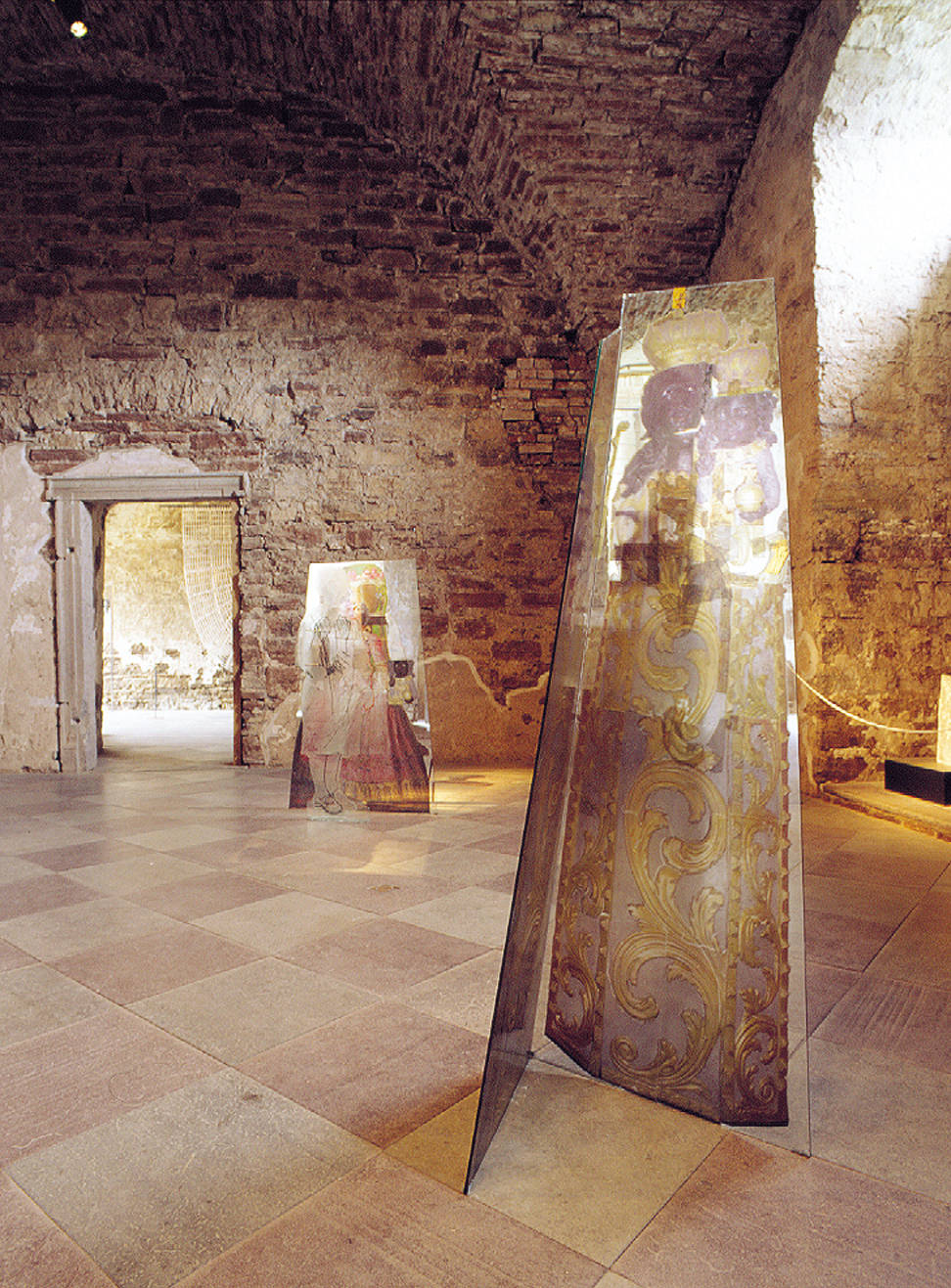
Black Madonna, Borgholm 2005
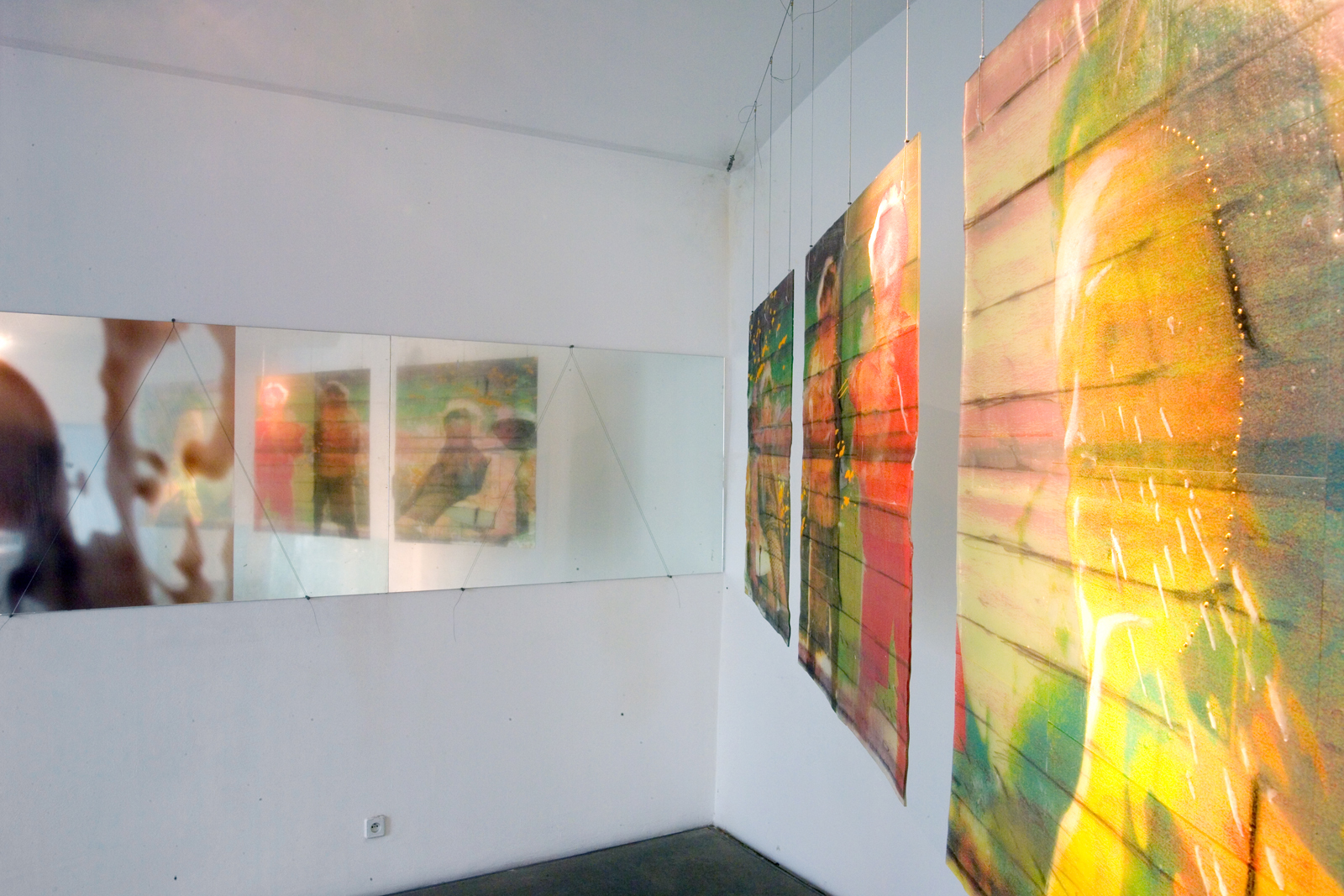
From Family Album, Museum Kampa, 2005
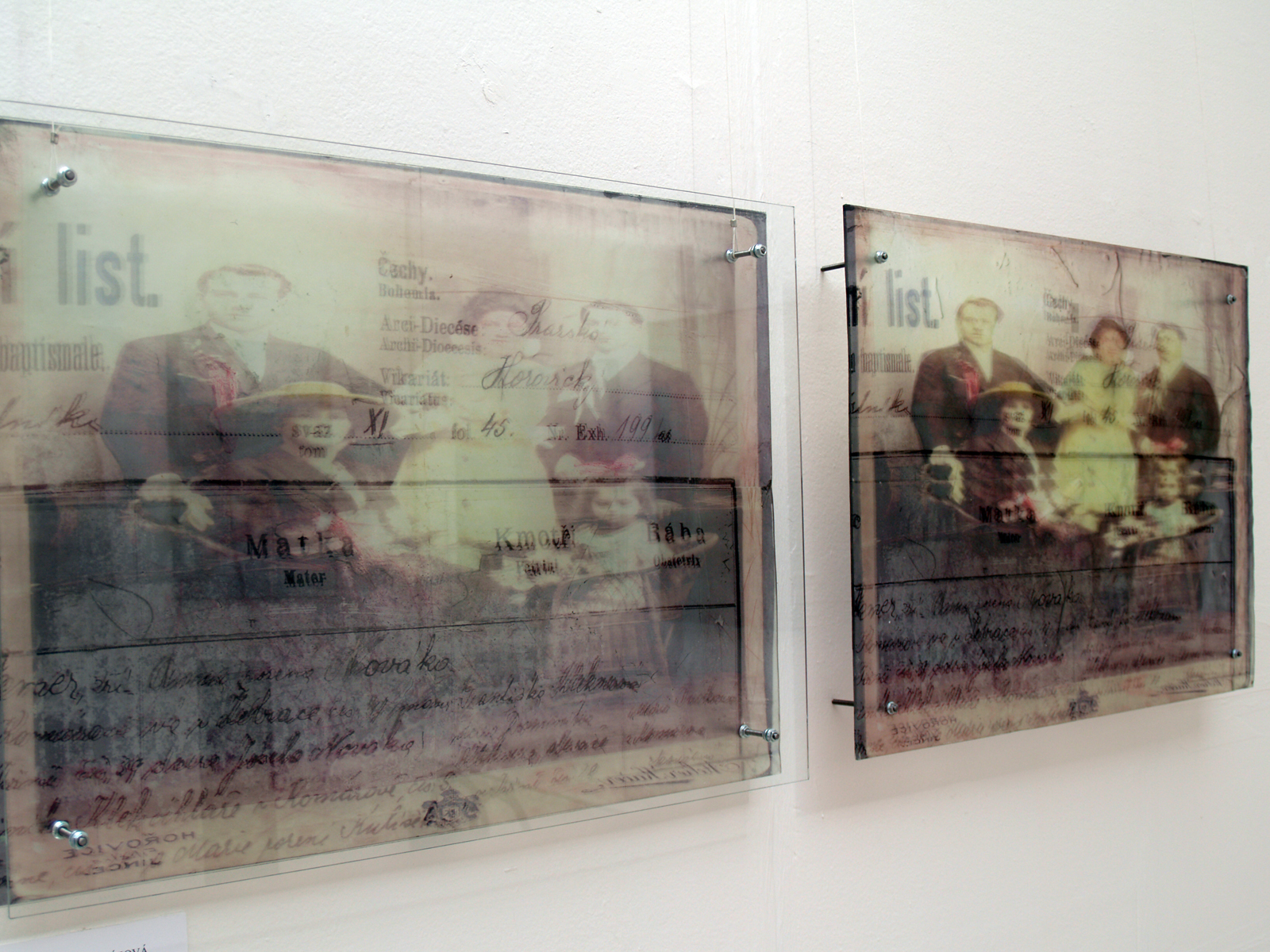
Wedding, 2004
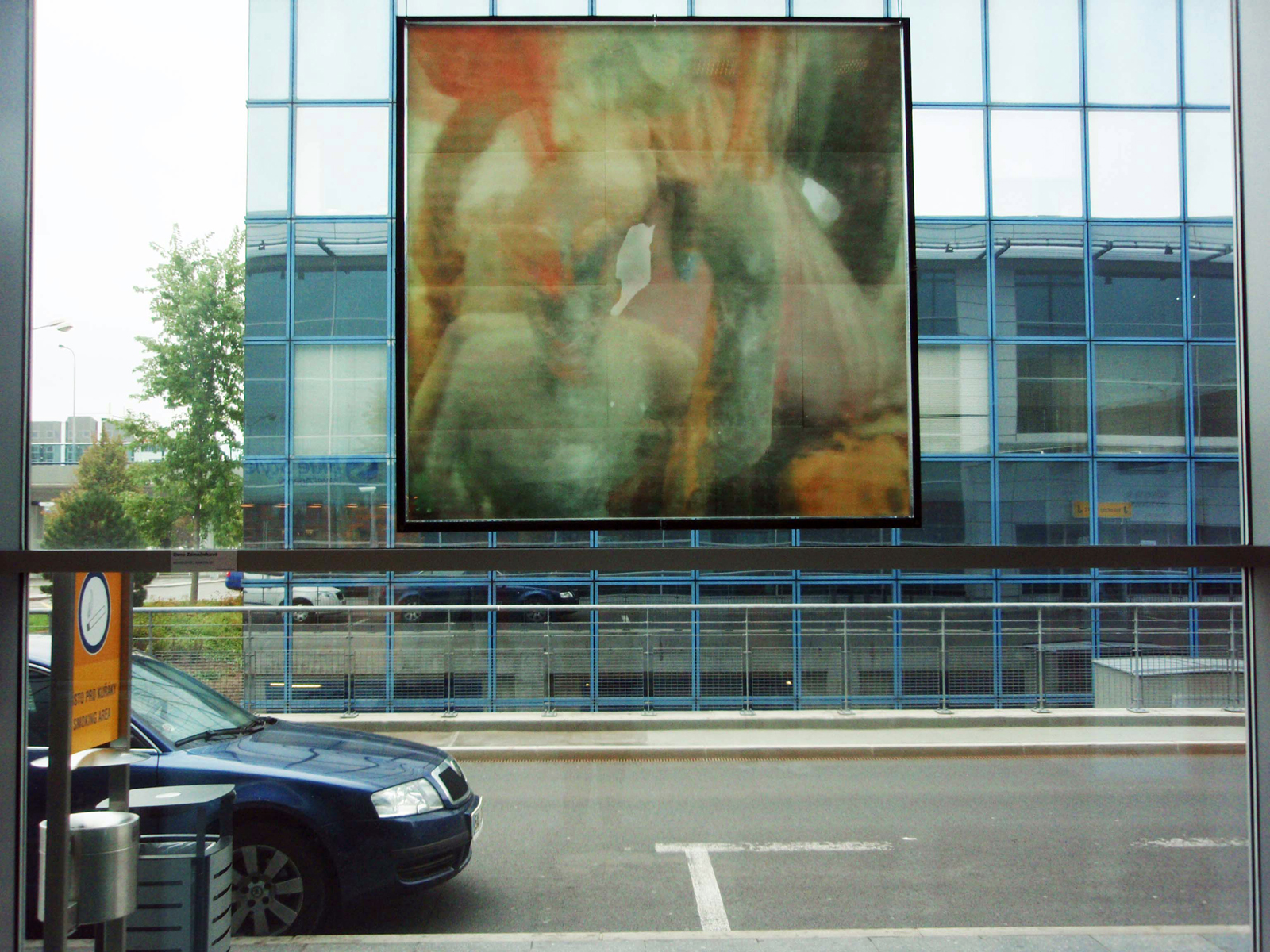
Bear Still Life, Letiště Praha, 2008
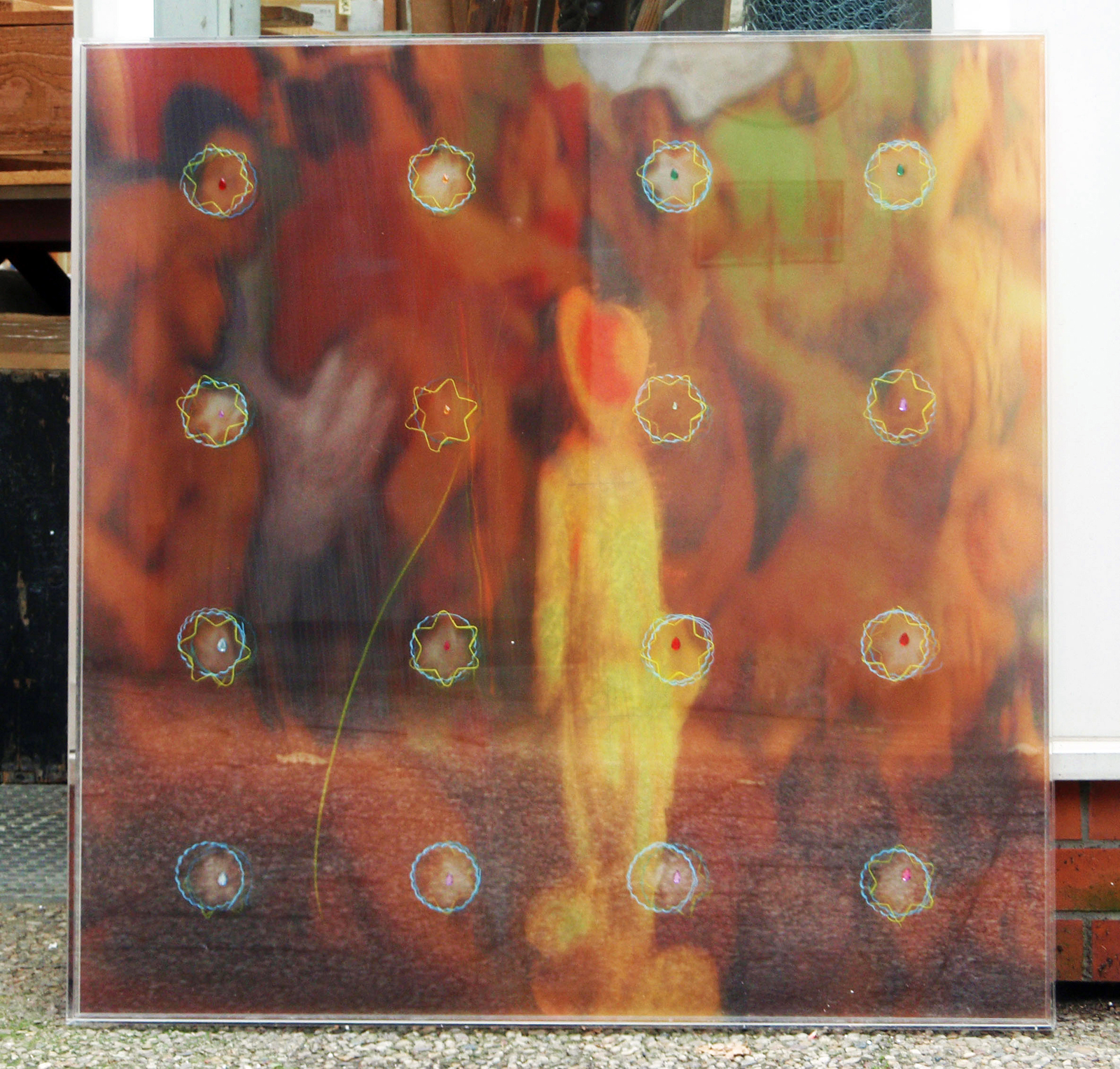
Dream, Florencie, 2008
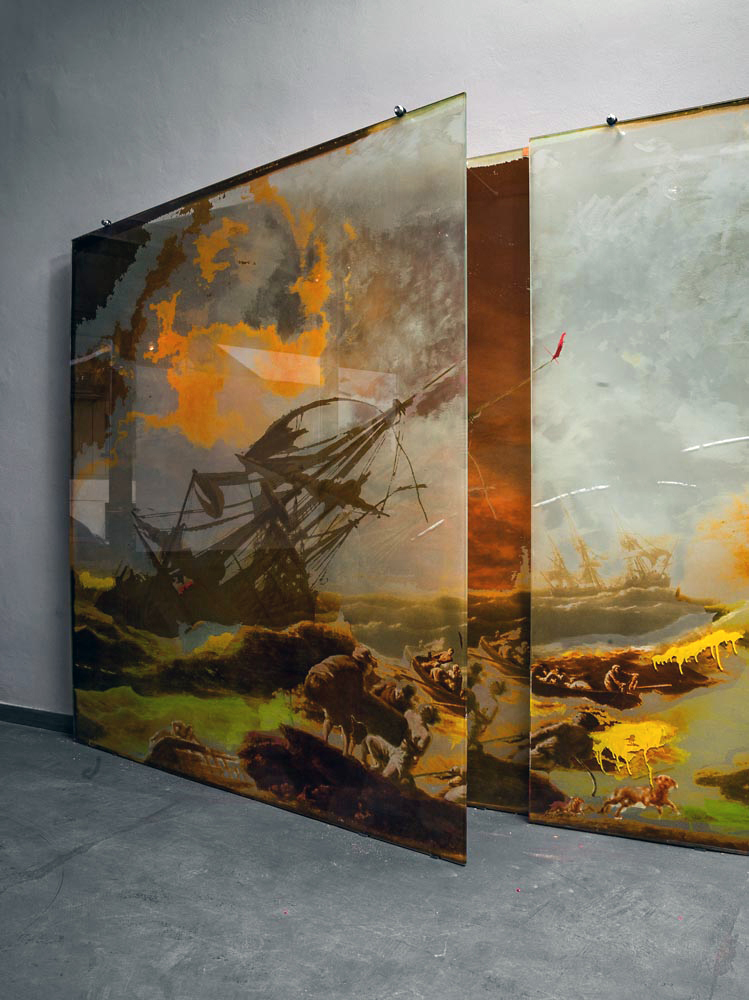
Storm, Kuzebauch Gallery, Praha 2011
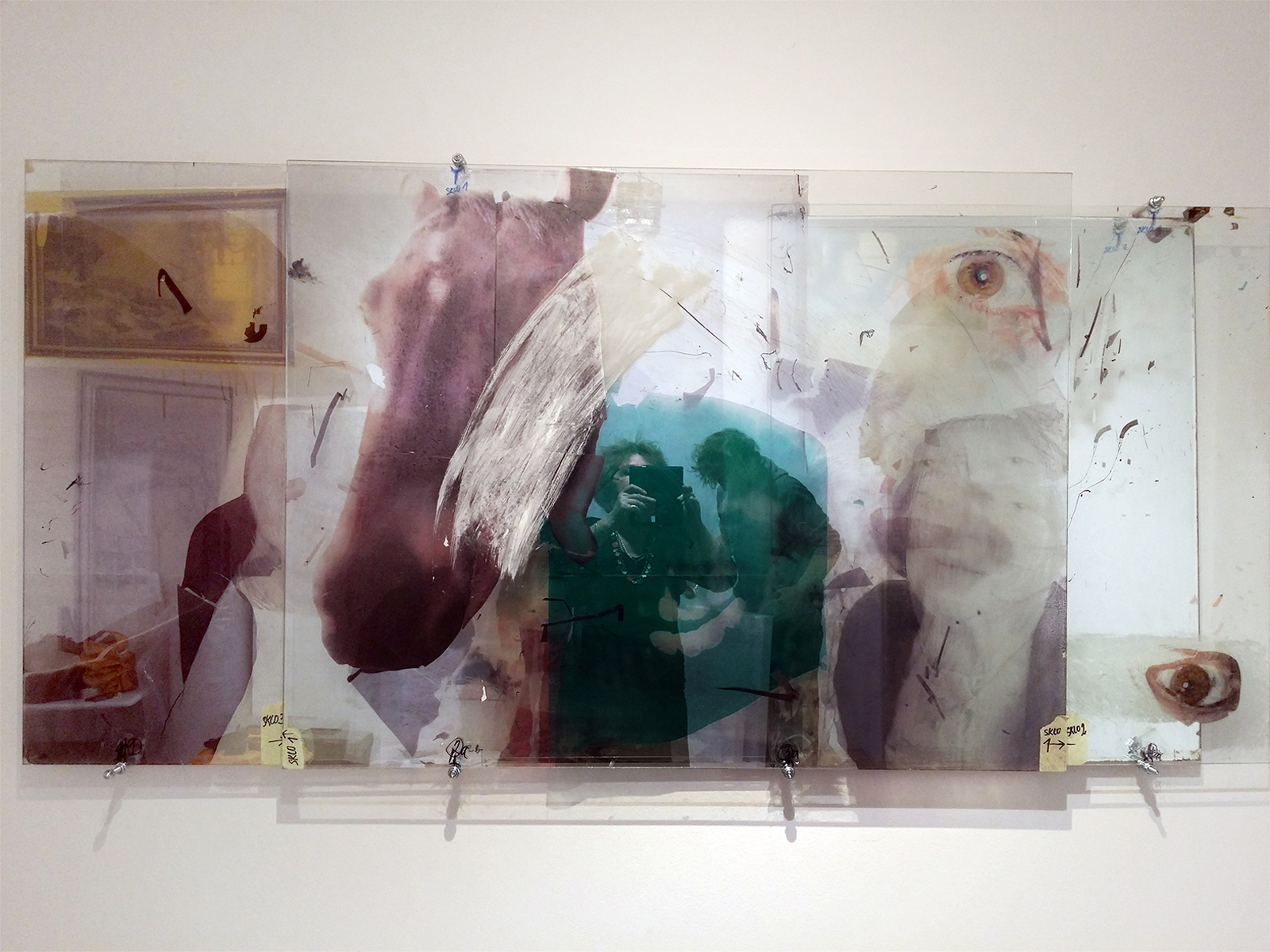
My Family, DSC Gallery, Praha 2015
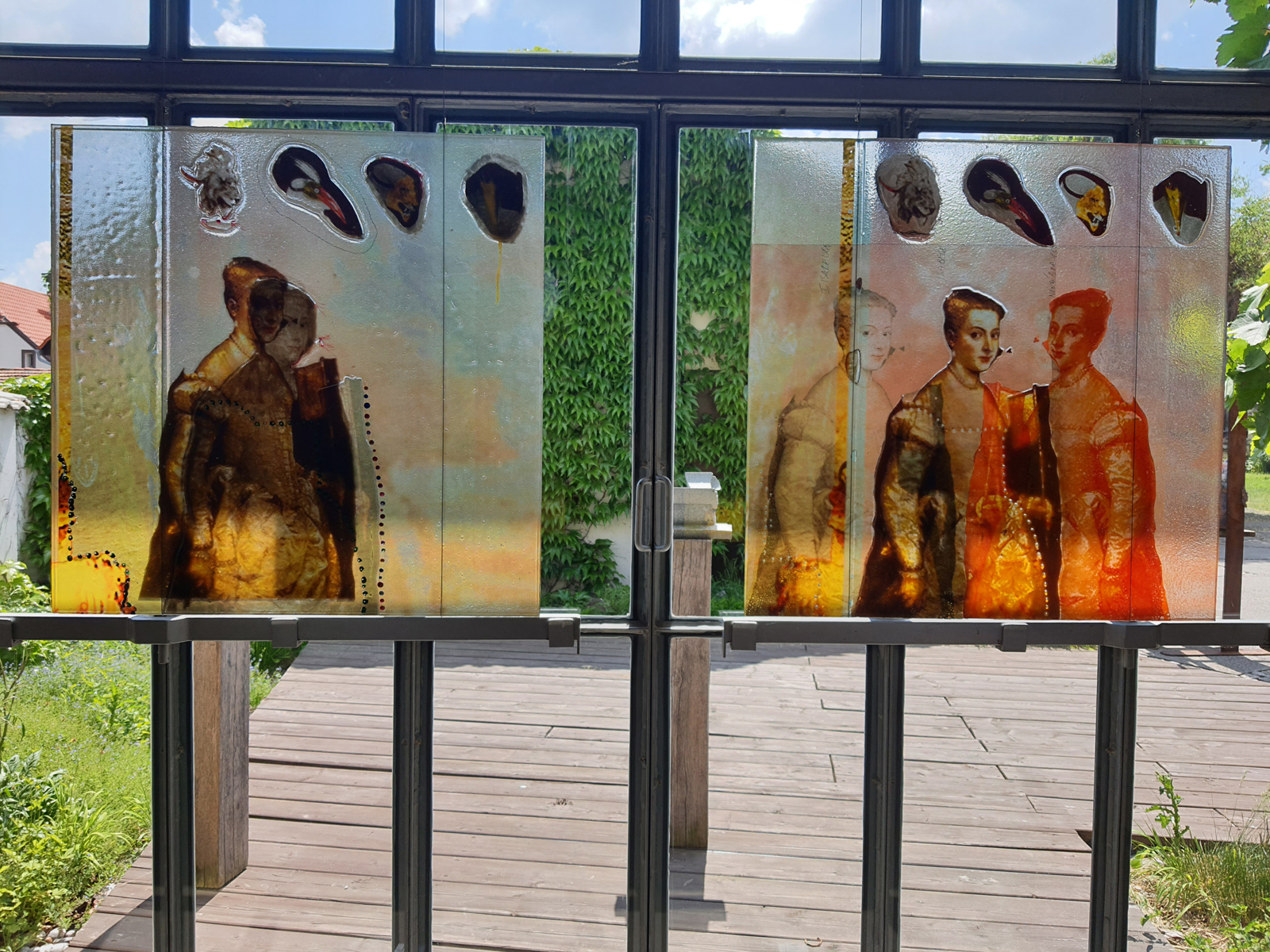
Isabelle, Galerie Svatoš, Kostelec nad Černými lesy 2021
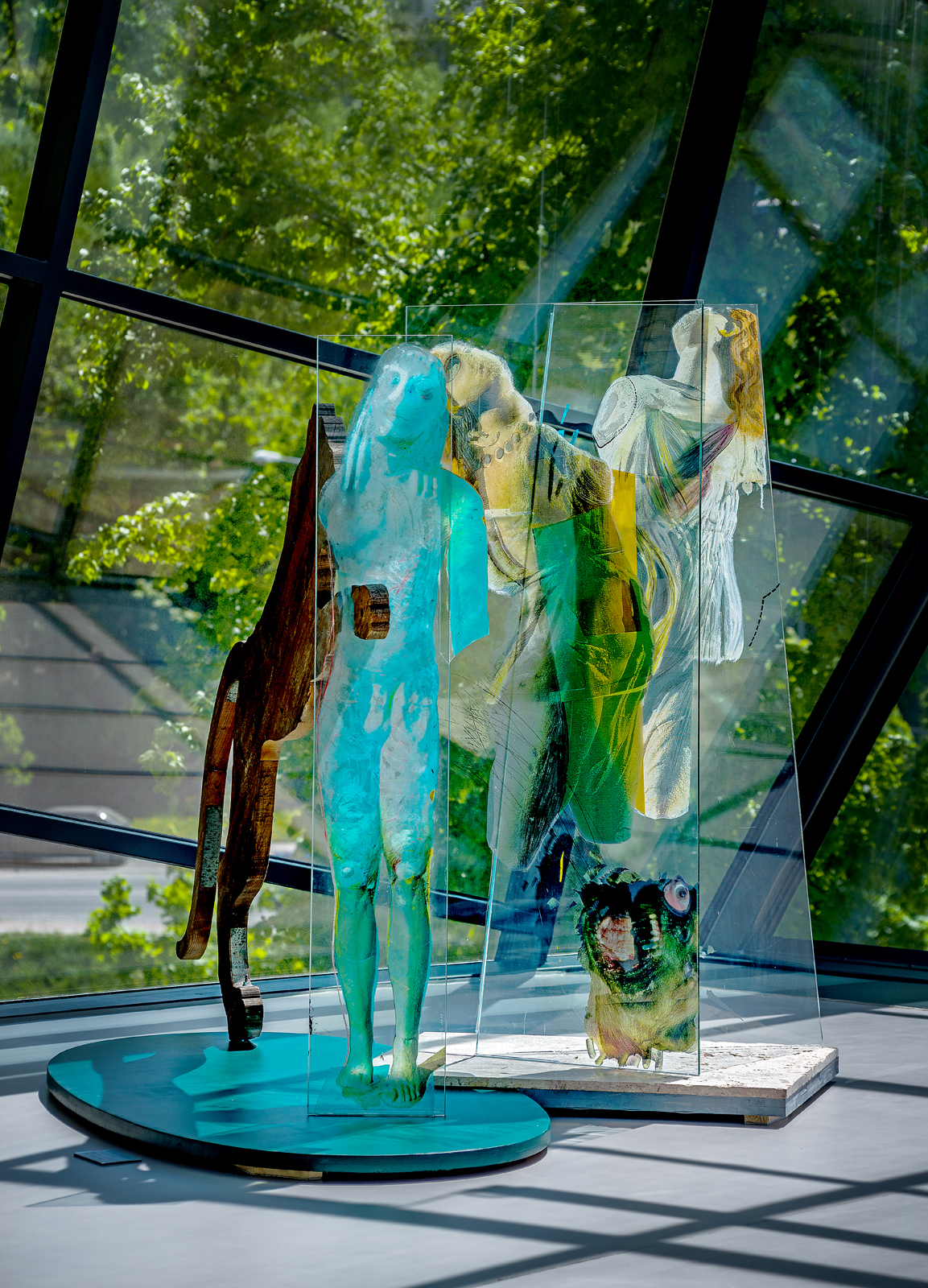
Instalace, Museum skla a bižuterie, Jablonec nad Nisou, 2022
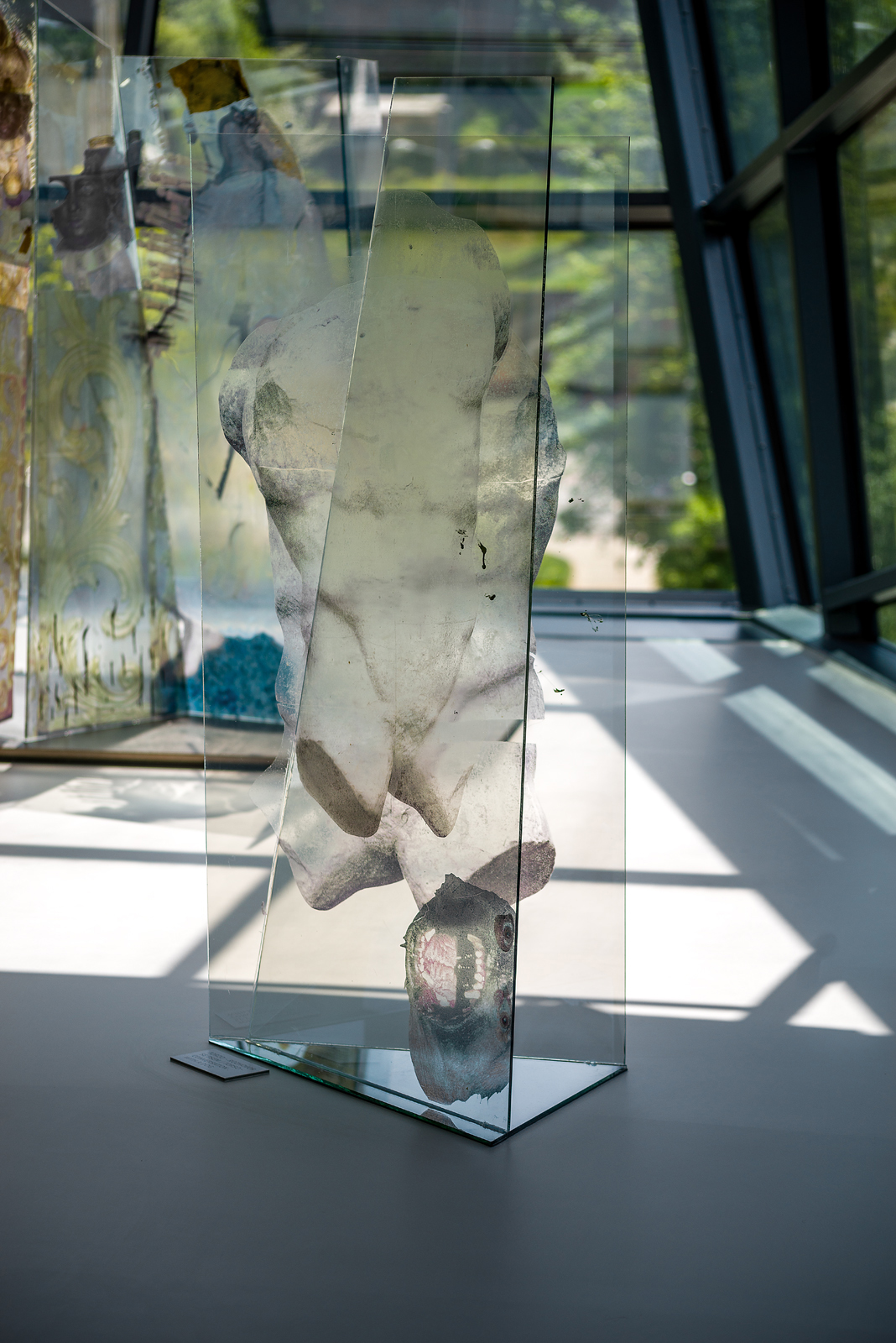
Instalace, Museum skla a bižuterie, Jablonec nad Nisou, 2022

### Zastoupení ve sbírkách
- Corning Museum of Glass, New York[36], Corning Headquarters, stálá expozice
- Museum of Modern Art (MOMA), New York
- American Craft Museum, New York
- Fine Arts Museums, San Francisco
- Contemporary Decorative Arts, Museum of Fine Arts Boston, USA
- Lowe Art Museum, Miami
- Mint Museum, NC, USA
- Uměleckoprůmyslové museum v Praze[37]
- Moravská galerie v Brně[38]
- Victoria and Albert Museum, Londýn[39][40]
- Musée des Arts décoratifs, Palais du Louvre, Paříž
- Musée des Arts décoratifs, Lausanne
- Musée des Beaux Art et de la Ceramique, Rouen[41]
- Musée-Atelier du Verre, Sars-Poteries
- Hokkaido Museum of Modern Arts, Sapporo
- The Yokohama City Museum, Jokohama
- Toyama City Institute of Glass Art
- Koganezaki Glass Museum
- Kanazawa City Museum
- Niijima Museum
- Grand Crystal Museum, Tai Pei
- Württembergisches Landesmuseum, Stuttgart
- Glasmuseum Ebeltoft
- Glasmuseum Frauenau
- Glasmuseum Bärnbach
- Mönchenhaus, Museum Goslar
- Badisches Landesmuseum Karlsruhe
- Broadfield House Glass Museum, Kingswinford
- Galerie hlavního města Prahy, Praha
- Muzeum skla a bižuterie Jablonec nad Nisou
- Severočeské museum Liberec
- Východočeské muzeum Pardubice
- The Art Gallery of Western Australia, Perth
- Victoria Museum, Melbourne
- Auckland Museum, Nový Zéland
- Toledo Museum of Art, Ohio[42]
- Pilchuck School Collection, Stanwoood
- The JB Speed Art Museum, Louisville
- Soukromé sbírky

přehled viz

### Realizace
- 1976 Skleněná dělicí stěna 200 × 600 cm, Počítačové centrum Plzeň (s Karlem Vaňurou a Marianem Karlem)
- 1978 Skleněný panel 250 × 200 cm, pískované sklo, Starožitnictví Praha (s Karlem Vaňurou)
- 1984 Skleněné panely 200 × 160 cm, 220 × 160 cm, pískované a malované sklo, Pizzeria Praha (s Karlem Vaňurou a Marianem Karlem)[46]
- 1993 Theatrum mundi, Corning Museum of Glass, New York
- 2002 Skleněná stěna, Správní budovy firmy Mercedes v Praze
- 2007 Stěna z akrylového skla, Palladium, Praha

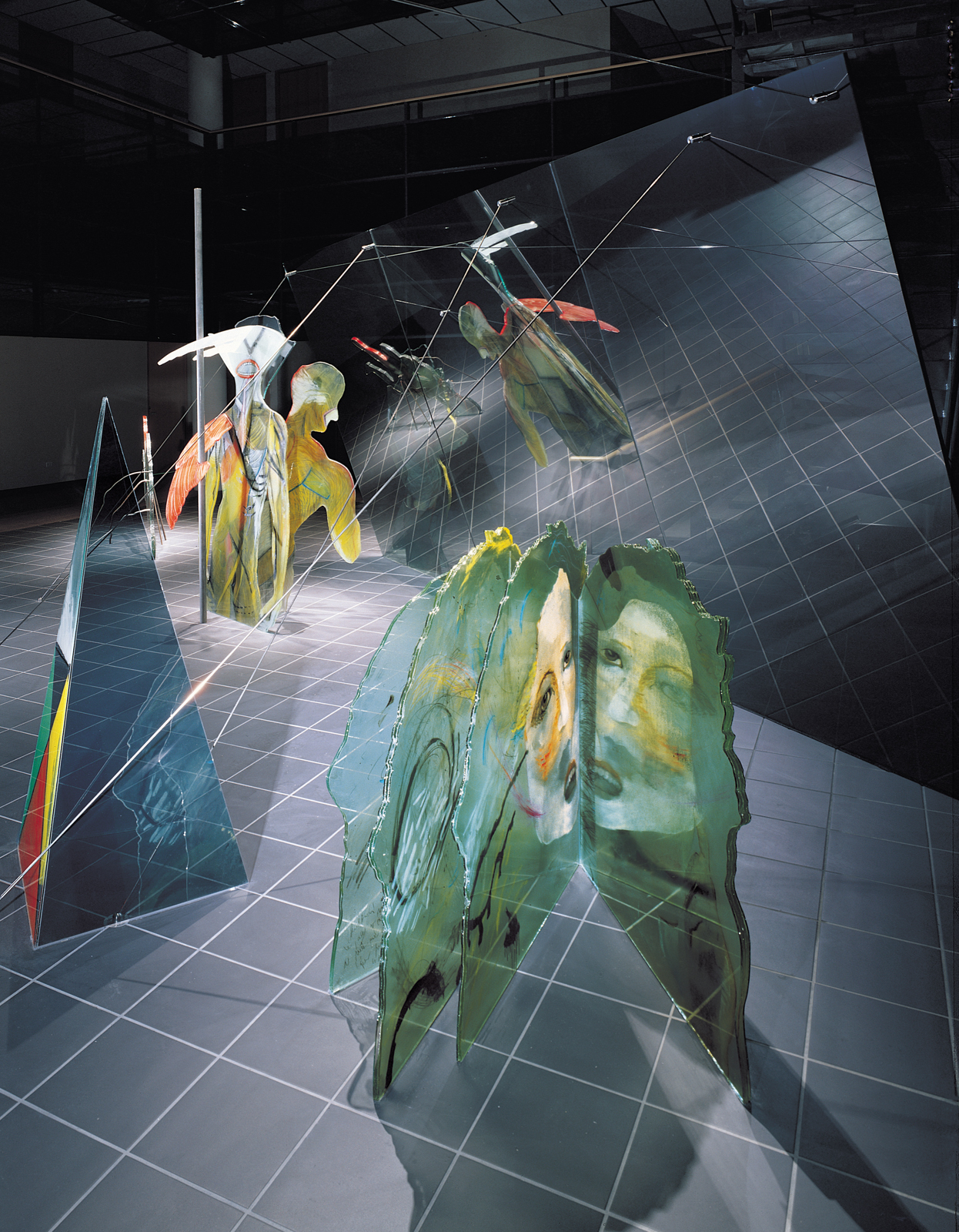
Theatrum Mundi, Corning HDQ (3), 1992-1993
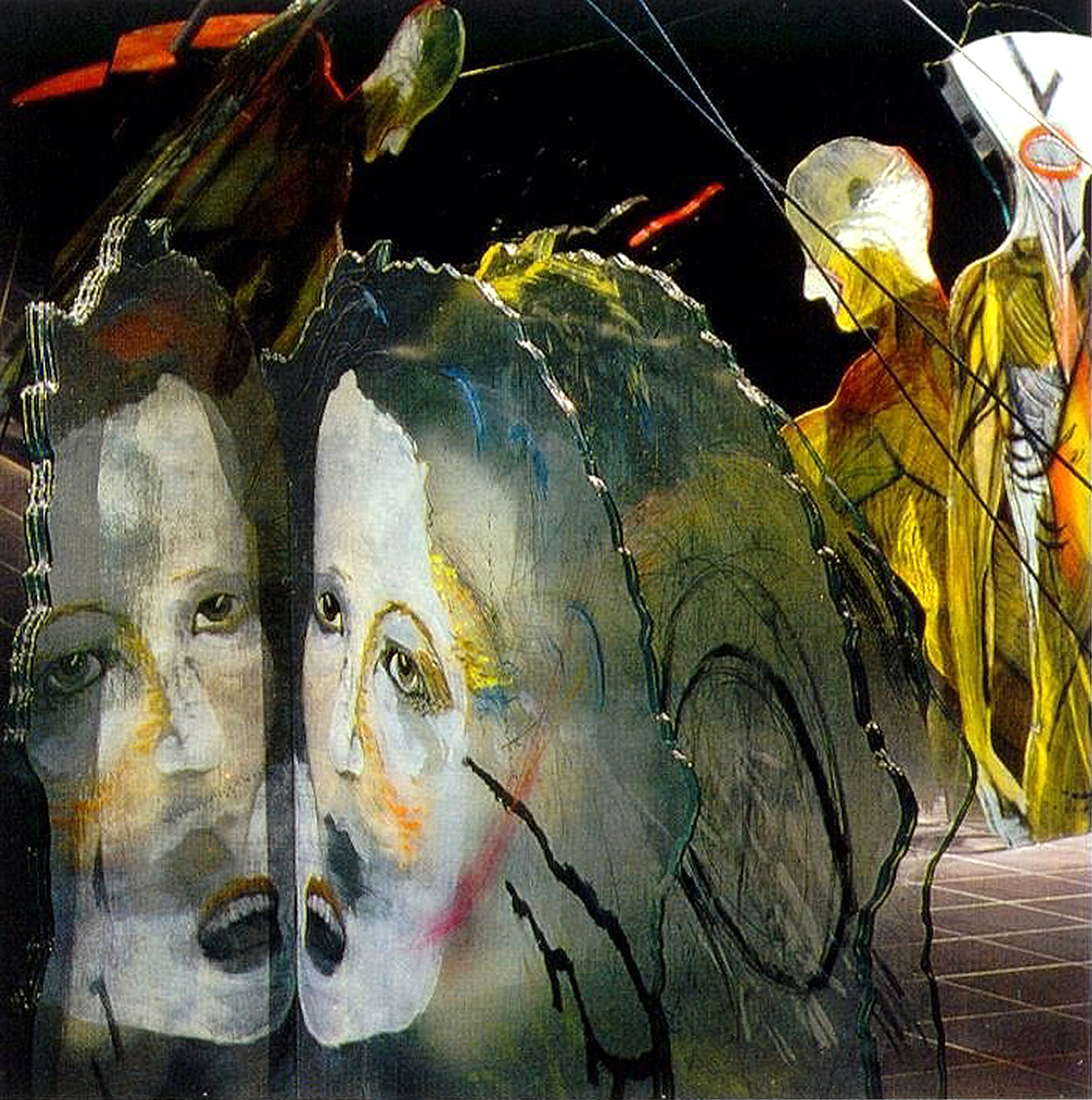
Theatrum Mundi, Corning HDQ (1) 1992-1993
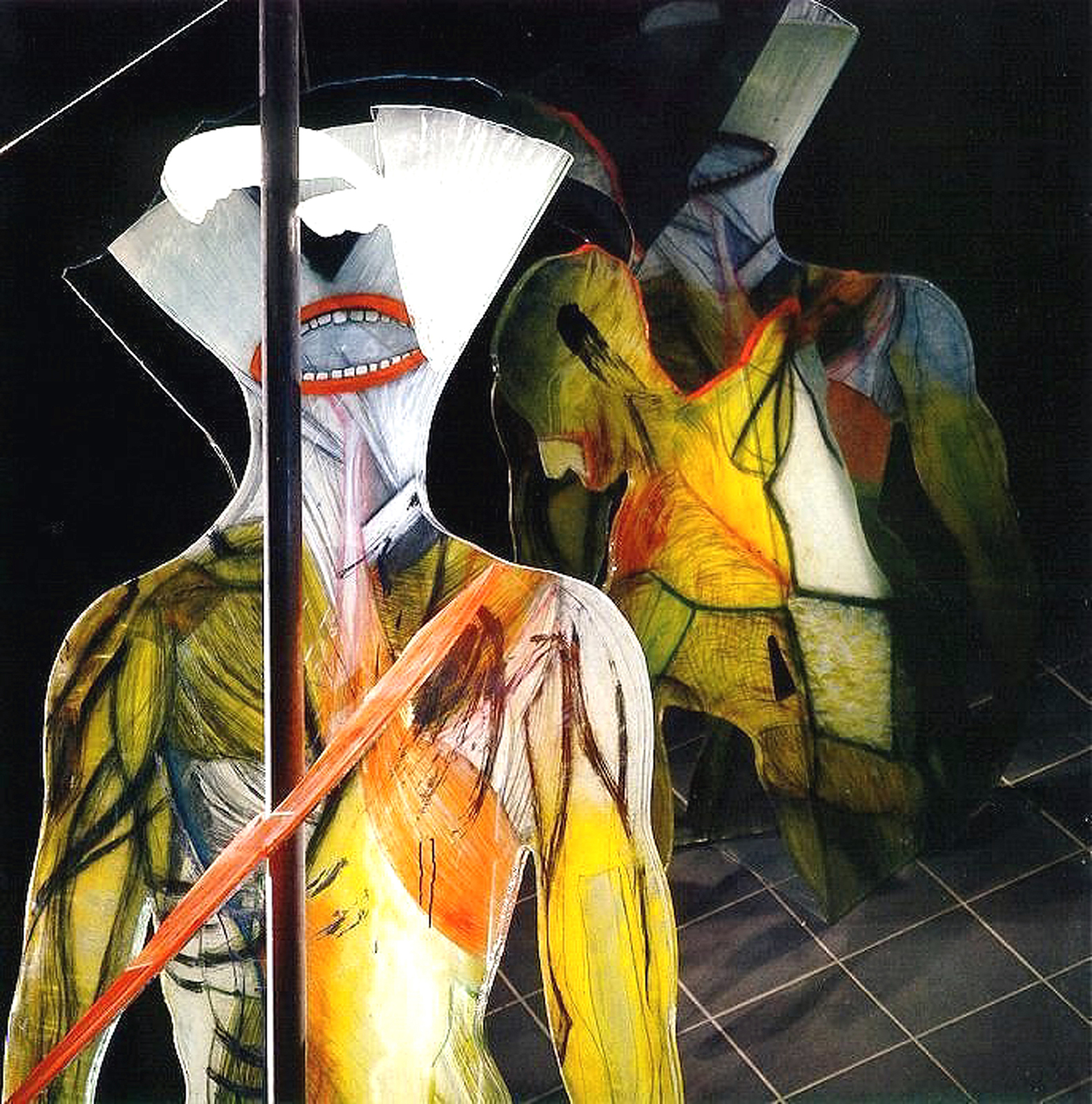
Theatrum Mundi, Corning HDQ (2) ,1992-1993
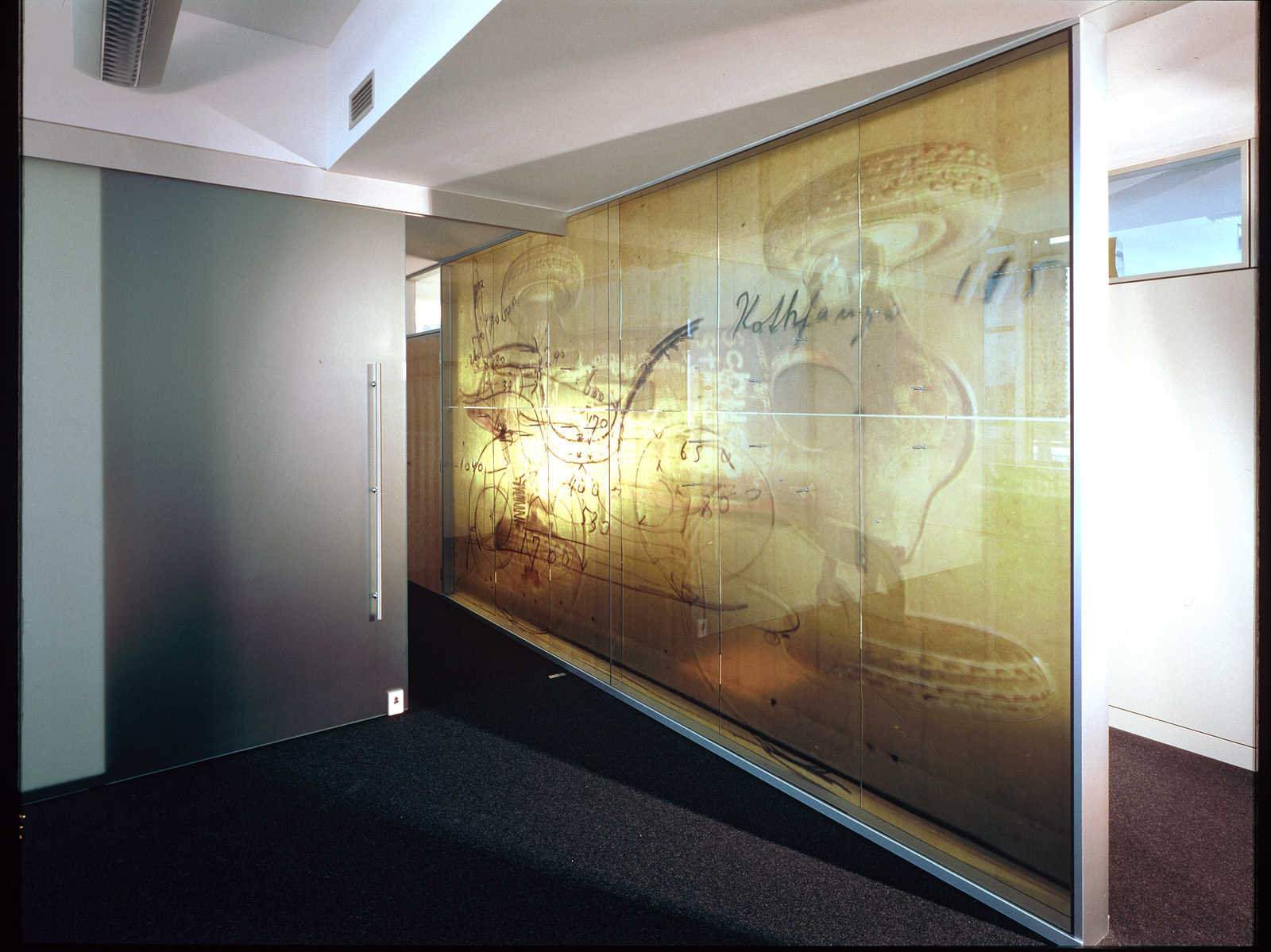
Skleněná stěna, Mercedes HDQ, Praha 2002
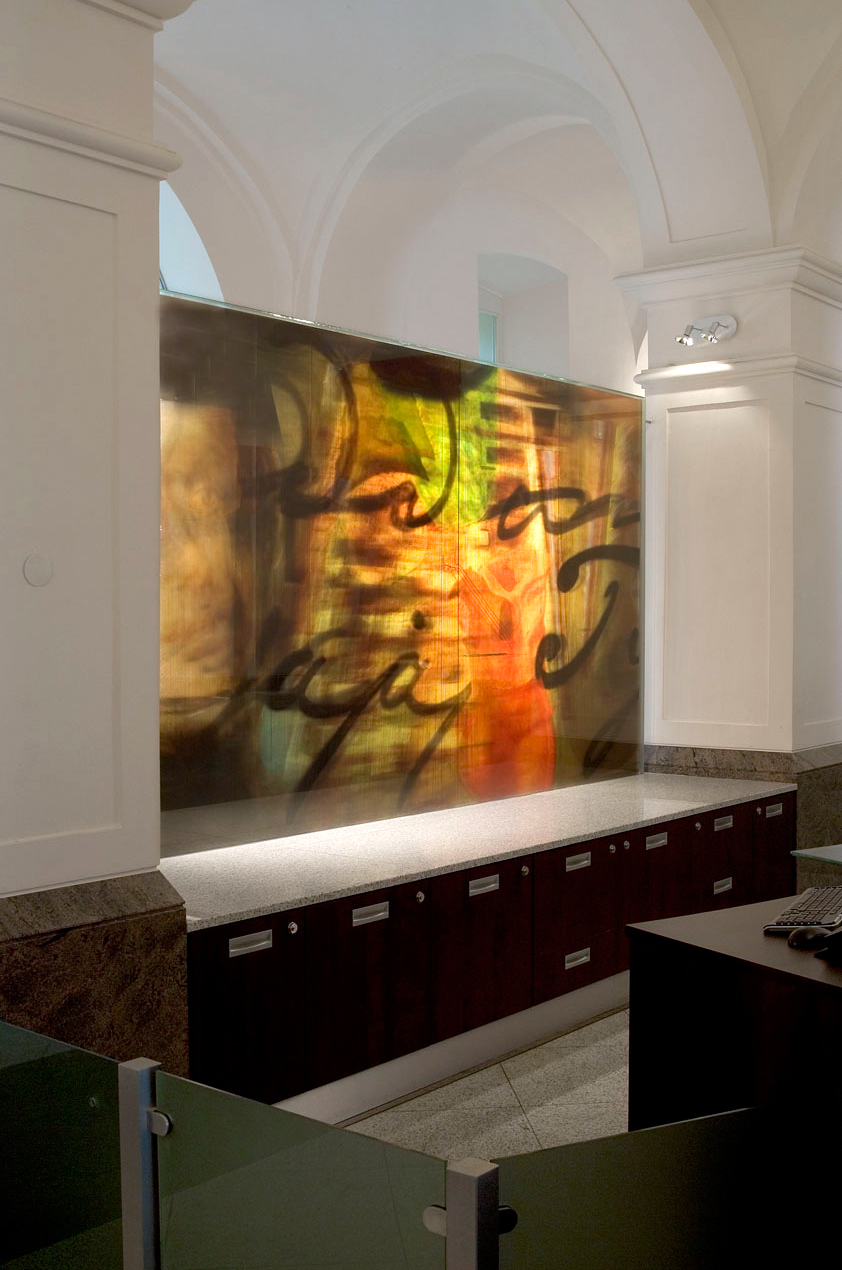
Stěna z akrylového skla, Palladium, Praha 2008

### Výstavy

#### Autorské (výběr)
- 1980 Objekty, Divadlo v Nerudovce, Praha
- 1981 Galerie Karolina, Praha
- 1982 Jacques Baruch Gallery, Chicago (s. M. Karlem, O. Plívou, A. Vašíčkem, Y. Zoritschakem)
- 1984 Heller Gallery, New York
- 1985 Galerie Gottschalk-Betz, Frankfurt am Main
- 1986 Galerie „R“, Hamburg, Heller Gallery, New York
- 1987 Skleněné prostory, Výstavní síň Semaforu, Praha, Heller Gallery, New York[47]
- 1988 Clara Scremini Gallery, Paris (s/with Marian Karel)
- 1989 Heller Gallery, New York (s/with Marian Karel)
- 1990 Galerie Sanske, Zürich (s M. Karlem, S. Libenským, J. Brychtovou)
- 1990/1991 Art Frankfurt Kunstmesse (s/with Marian Karel, Stanislav Libenský, Jaroslava Brychtová), Frankfurt am Main, Clara Scremini Gallery, Paris
- 1991 Heller Gallery, New York, Gallery Nakama, (Marian Karel and Dana Zámečníková), Tokyo
- 1992 San Francisco State University, Instalation Exhibition, San Francisco
- 1992 Nakama Gallery, Tokyo (s M. Karlem)
- 1994 Za zrcadlem, Galerie Nová síň, Praha
- 1995 Heller Gallery, New York City
- 1996 Maurine Littleton Gallery, Washington
- 1998 Galerie na Jánském Vršku, Praha
- 2000 Heller Gallery, New York City
- 2001/2002 Tabula smaragdina, Vysoká škola uměleckoprůmyslová, Praha
- 2002 Betlémská kaple, Galerie Pokorná, Praha
- 2003 Nakama Gallery, Tokyo
- 2005 Museum Kampa - Nadace Jana a Medy Mládkových, Praha
- 2007 Galerie Pokorná, Praha
- 2011 Italský institut, Galerie Pokorná, Prague Art Festival
- 2013 Erwin Eisch, Dana Zámečníková, pARTner D-CZ, Furth im Wald
- 2014 Galerie Pokorná, Praha
- 2015 Galerie Magna, Ostrava
- 2017 Střepy znamenají štěstí, Centrum sklářského umění, Huť František, Sázava
- 2022 Země v oblacích, Muzeum skla a bižuterie v Jablonci nad Nisou[48]Umělkyně Dana Zámečníková vytvořila expozici na míru muzeu bižuterie, CT 2022

#### Kolektivní (výběr)
- 1980 Trienále řezaného skla, Uměleckoprůmyslové muzeum, Brno
- 1981 Czechoslovakian Glass 1350–1980, The Corning Museum of Glass
- 1981 Glaskunst 81, Orangerie, Kassel
- 1982 Výstava patnácti výtvarnic, Městské kulturní středisko, Dobříš
- 1982 Contemporary Czecholovakian Glass, Jewelry and Sculpture, Foster/White Gallery, Seattle
- 1982 Prostor 1, Památník národního písemnictví, Praha
- 1983 Skleněná plastika, Dům umění města Brna
- 1983 Prostor 2, Veletržní palác, Praha
- 1984 Československé sklo '84: Umělecká sklářská tvorba, Valdštejnská jízdárna, Praha
- 1985 Zweiter Coburger Glaspreis für moderne Glasgestaltung in Europa, Kunstsammlungen der Veste Coburg, Coburg, World Glass Now, Hokkaido, MOMA, Sapporo
- 1986 Contemporary Czechoslovak Glass in Architecture, University of London, Institute of Education, Glynn Vivian Art Gallery, Swansea, The Billingham Art Gallery
- 1986 Prostor 3, vodní nádrž, Všemina
- 1986/198 Expressions en verre, Musée des Arts décoratifs, Lausanne
- 1987 Vidre d'art, Hivernacle Barcelona, Barcelona
- 1987/1988 Thirty Years of New Glass 1957–1987, The Corning Museum of Glass, Toledo Museum of Art
- 1988 Artistes verriers de Tchécoslovaquie, Galerie Transparence, Brusel, 43. Biennale di Venezia
- 1989/1990 Verres de Bohême: 1400–1989 chefs-d'œuvre des musées de Tchécoslovaquie, Musée des Arts décoratifs, Paříž
- 1990 Cesty k postmoderně. Průzkum osmdesátých let, Uměleckoprůmyslové museum, Praha
- 1990 Glastec 90, Düsseldorf
- 1990/1991 Neues Glas in Europa: 50 Künstler - 50 konzepte / New Glass in Europe: 50 Artist - 50 Concepts, Museum Kunstpalast, Düsseldorf
- 1991 Contemporary glass, Yokohama Museum of Art
- 1991/1992 Nomades del Vidre, Barcelona
- 1991 Prague Glass Prize 91 / Sklářská cena Praha 91, Mánes, Praha
- 1994 Sklo 20. století, Východočeské muzeum, Pardubice
- 1995 One Hundred Years of Bohemian Glass, Takasaki Museum of Art
- 1995 Prostor, světlo, sklo (Brychtová, Libenský, Cigler, Kopecký, Karel, Zámečníková), Míčovna Pražského hradu, Praha
- 1995, 1996/1997, 1998/1999, 1999/2000 Umělecká beseda, Mánes, Praha
- 1996 Czechoslovakian Glass, The Corning Museum of Glass, Corning
- 1996 Form Light Glass: Contemporary Glass from the Czech Republic, American Craft Museum, New York City
- 1996 Mašinisti, Galerie Jaroslava Fragnera, Praha
- 1998 Sklo a prostor / Glass and Space, Dům U Černé Matky Boží, Praha
- 1999 Mašinisti, Dům umění města Brna
- 1999 Six sculpteurs verriers de la République tchèque, Centre tchèque de Paris
- 2000/2001 Light Transfigured - Contemporary Czech Glass Sculpture, Hida Takayama Museum of Art, Gifu, Toyama Shimin Plaza, Toyama, Hiroshima City Museum of Contemporary Art,Kanazu Forest of Creation, Fukui, Odakyu Museum, Tokio
- 2001 Tschechische Glaskunst 1945–2000 (die Sammlung Dittrich), Galerie Prager Kabinett, Salzburg
- 2001 300 Years of Czech Decorative Art, Takasaki Museum of Art
- 2002 K poctě výtvarnému týmu - první část Sbírky Jana a Medy Mládkových, Museum Kampa - Nadace Jana a Medy Mládkových, Praha
- 2003/2004 Umělecká beseda, Městská knihovna Praha, Praha
- 2004/2005 V zajetí světla a prostoru, Nostický palác, Praha
- 2005 Czech Glass Now: Contemporary Glass Sculpture 1970–2004, The Corning Museum of Glass
- 2005 EXPO 2005: Captured Light and Space, National Museum of Modern Art (MOMAT), Tokio, Shimin Plaza City Gallery, Toyama
- 2005 Jubilanti Umělecké besedy, Mánes, Praha
- 2005 Pražské ateliéry, Galerie Novoměstská radnice, Praha
- 2006 Ženský prvek, Galerie Diamant, Praha
- 20072008 Členská výstava Umělecké besedy, Orlická galerie v Rychnově nad Kněžnou, Galerie Novoměstská radnice, Praha, Děkanský chrám Nanebevzetí Panny Marie, Most
- 2008 New Face of Prague, České centrum Praha, Praha
- 2009 Crossing Borders, Glasmuseet Ebeltoft
- 2009 Connections 2009, Contemporary European Glass Sculpture/ Současná evropská skleněná plastika, Mánes, Praha
- 2009/2010 Voices of Contemporary Glass: The Heineman Collection, The Corning Museum of Glass
- 2010 SKLO.KLASIK, Letohrádek královny Anny (Belveder), Praha
- 2010/2011 Tsjechisch glas: Tussen traditie en vernieuwing (1958–2010), Glazen Huis - Vlaams Centrum voor Hedendaagse Glaskunst, Lommel
- 2011 Freedom to Create: Beyond the Glass Curtain, Litvak Gallery, Tel Aviv
- 2011/2012 Éclats! Le musee se met au verre... contemporain, Museum Würth, Erstein (Bas-Rhin)
- 2012/2013 Vše nejlepší! České sklářské umění, Uměleckoprůmyslové museum, Praha
- 2015/2016 Výstava XII. IGS, Sklářské muzeum v Novém Boru
- 2015/2016 Glassplus à la Borges aneb Zrcadlo a maskáč, Dvorak Sec Contemporary, Praha
- 2016 Výstava Ex-IGS, Huť František - Centrum sklářského umění, Sázava
- 2019 Международно биенале на стъклото / International biennale of glass, National Gallery – National Art Gallery (Nacionalna chudožestvena galerija), Sofie
- 2020 Bylo nebylo nebylo bylo: Sklo, 8smička, Humpolec
- 2023 Venice Glass Week, Crea Cantieri del Contemporaneo, Benátky[49][50]

### Monografie
- Dana Zámečníková, 116 s., texty Joseph Campbell, Tina Oldknow, Stanislav Libenský, Suzanne K. Frantz, Praha 2000

### Autorské katalogy
- Kristian Suda: Dana Zámečníková - Objekty, Divadlo v Nerudovce, Praha 1980
- Dana Zámečníková, Theater of Dreams, Heller Gallery, New York City 1989
- Dana Zámečníková: Za zrcadlem, text Vlasta Čiháková-Noshiro, Galerie Nová síň, Praha 1994
- Dana Zámečníková, text Jiří Machalický, Meda Mládková, Juan Eduardo Fleming, Museum Kampa - Nadace Jana a Medy Mládkových, Praha 2005, ISBN 80-239-6094-6

### Souborné publikace (výběr)
- Alena Adlerová et al., Czechoslovakian Glass 1350–1980, The Corning Museum of Glass, Corning 1981
- Peter Schmitt, Glaskunst '81, 276 s., Werkstatt Verlag Kassel 1981, ISBN 3-88752-996-0
- Květa Křížová, 15 - Dobříš 1982
- Karin Webster, Contemporary Czecholovakian Glass, Foster/White Gallery, Seattle 1982
- Joachim Kruse, Zweiter Coburger Glaspreis für moderne Glasgestaltung in Europa 1985, 432 s., Kunstsammlungen der Veste Coburg 1985
- Alena Adlerová, Mervyn Brown, Contemporary Czechoslovak Glass in Architecture, Visiting Arts Unit of Great Britain 1985
- William Trapp, Kenneth R.; Warmus, Contemporary American and European Glass from the Saxe Collection, The Oakland Museum 1986 (též obálka katalogu)
- Catherine Zoritschak et al., Expressions en verre (200 sculptures de verre contemporaines, Europe, USA, Japon), Musée des Arts décoratifs, Lausanne 1987
- Susanne Frantz, Thirty Years of New Glass (1957–1987), The Corning Museum of Glass 1987
- Pasqual Maragall, Pillar Muňoz, Vidre d'art (25 artist es txecoslovacs), Ajuntament de Barcelona, Barcelona 1987, ISBN 84-7609-156-7
- Alena Adlerová, Christine Wacquez-Ermel, Artistes verriers de Tchécoslovaquie (fr.), Kredietbank, Brusel 1988
- Alena Adlerová a kol., Verres de Bohême (1400–1989 chefs-d'œuvre des musées de Tchécoslovaquie), Flammarion, Paris - Union des Arts Décoratifs, Paříž 1989
- Alena Adlerová a kol., Bohemian Glass (1400–1989), Flammarion, Paris - Union des Arts Décoratifs, Paříž 1990
- Helmut Ricke, Neues Glas in Europa / New Glass in Europe. 50 Künstler - 50 Konzepte / 50 Artist - 50 Concepts, 352 s., Verlagsanstalt Handwerk GmbH, Düsseldorf 1990
- Atsushi Takeda et al., Contemporary Glass, Yokohama Museum of Art, Jokohama 1991
- One Hundred Years of Bohemian Glass, Takasaki Museum of Art 1995
- Josef Hlaváček, Jiří Šetlík, Prostor, světlo, sklo / Space, Light, Glass, VŠUP v Praze 1995
- Peter Layton, Glass Art, 216 s., A & C Black, Londýn 1996, ISBN 0-295-97565-2
- Jan Sekera, Jiří Šetlík, Sklo a prostor / Glass and Space, České muzeum výtvarných umění, Praha 1998
- Antonín Langhamer, Legenda o českém skle, 292 s., TIGRIS spol. s r. o. 1999, ISBN 80-86062-02-3
- Expressions en verre, Musée de design et d' arts appliqués contemporains Lausanne 2000, ISBN 2-88244-004-9
- Sylva Petrová, České sklo, 283 s., Gallery, spol. s r.o. (Jaroslav Kořán), Praha 2001, ISBN 80-86010-44-9
- Helmut Ricke ed., Czech Glass 1945–80: Design in an Age of Adversity, published by Arnoldsche, 2005
- Jiří Machalický, in: České ateliéry / Czech studios (71 umělců současnosti / 71 contemporary artists), s. 170–171, Art CZ, Praha 2005, ISBN 80-239-5528-4
- Pavla Rossini, Crossing Borders. Sculptural Glass and Paintings by Czech Artists, Glasmuseet Ebeltoft 2009
- Pražský festival / Prague Festival, text Jiří Šetlík, Praha 2011
- Milan Hlaveš (ed.), XII International Glass Symposium Nový Bor, 2015, ISBN 978-80-905263-8-9 (Nový Bor), ISBN 978-80-7101-164-4 (UPM)
- Verena Wasmuth, Tschechisches Glas, Böhlau Verlag, Kolín nad Rýnem 2016, ISBN 978-3-412-50170-9
- Sylva Petrová, České sklo, 419 s., Vysoká škola uměleckoprůmyslová, Praha 2018 ISBN 978-80-87989-50-0

#### Encyklopedie
- Kdo je kdo Česká republika, Federální orgány ČSFR 91/92, II. díl N-Ž, 662 s., Praha 1991, ISBN 80-901103-0-4
- Kdo je kdo v architektuře a příbuzných oborech v České republice 1993, 271 s., Modrý jezdec, spol. s r.o., Praha 1993, ISBN 80-901631-0-6
- Who is Who in Contemporary Glass Art: A Comprehensive World Guide to Glass Artists-Craftsmen-Designers, Waldrich Verlag, München 1993, p. 623–625
- Anděla Horová (ed.), Nová encyklopedie českého výtvarného umění (N-Ž), Academia, nakladatelství Akademie věd České republiky, Praha 1995. s. 945–946, ISBN 80-200-0522-6
- Zbyšek Malý (ed.), Slovník českých a slovenských výtvarných umělců 1950–2010 (XXI. W - Ž), Výtvarné centrum Chagall, Ostrava 2010

### Články (výběr)
- Kristian Suda, The Space of Game and Game of Space, Glassrevue 5, 1982
- MN, Skleněné příběhy, Domov 3, 1987, s. 37–39
- Susanne K. Frantz, Seven Glass Sculptures, The Corning Museum of Glass, Corning 1994
- Eva Heyd, Viděni jako herci na jevišti současnosti, Ateliér 3, 1995
- Vlasta Čiháková-Noshiro, O skutečnosti za zrcadlem, Ateliér 1, 1995
- Jiří Šetlík, Poznámky k dílu dany Zámečníkové Ateliér č. 3, 2002
- Zdeněk Freisleben, Theatrum mundi Dany Zámečníkové, Keramika a sklo, č. 4, 2003
- Jiří Machalický, Deník Dany Zámečníkové, Ateliér č. 25-26, 2005
- Ivo Janoušek: Dana Zámečníková - výběr z tvorby, Keramika a sklo č. 6, 2008